# Soldano
Soldano is een gemeente in de Italiaanse provincie Imperia (regio Ligurië) en telt 817 inwoners (31-12-2004). De oppervlakte bedraagt 3,6 km², de bevolkingsdichtheid is 279 inwoners per km².

## Demografie
Soldano telt ongeveer 365 huishoudens. Het aantal inwoners steeg in de periode 1991-2001 met 20,4% volgens cijfers uit de tienjaarlijkse volkstellingen van ISTAT.
| Jaar | Inwoneraantal |
| ---- | ------------- |
| 1991 | 695           |
| 2001 | 837           |

## Geografie
Soldano grenst aan de volgende gemeenten: Perinaldo, San Biagio della Cima, Vallebona.
Airole · Apricale · Aquila di Arroscia · Armo · Aurigo · Badalucco · Bajardo · Bordighera · Borghetto d'Arroscia · Borgomaro · Camporosso · Caravonica · Castellaro · Castel Vittorio · Ceriana · Cervo · Cesio · Chiusanico · Chiusavecchia · Cipressa · Civezza · Costarainera · Diano Arentino · Diano Castello · Diano Marina · Diano San Pietro · Dolceacqua · Dolcedo · Imperia · Isolabona · Lucinasco · Mendatica · Molini di Triora · Montalto Carpasio · Montegrosso Pian Latte · Olivetta San Michele · Ospedaletti · Perinaldo · Pietrabruna · Pieve di Teco · Pigna · Pompeiana · Pontedassio · Pornassio · Prelà · Ranzo · Rezzo · Riva Ligure · Rocchetta Nervina · San Bartolomeo al Mare · San Biagio della Cima · San Lorenzo al Mare · San Remo · Santo Stefano al Mare · Seborga · Soldano · Cosio di Arroscia · Taggia · Terzorio · Triora · Vallebona · Vallecrosia · Vasia · Ventimiglia · Vessalico · Villa Faraldi
1. ↑  https://demo.istat.it/?l=it.